# Covariantie
De covariantie is in de statistiek en kansrekening een parameter die bij twee toevalsvariabelen aangeeft in welke mate de beide toevalsvariabelen (lineair) met elkaar samenhangen. De covariantie geeft aan of, en indirect in welke mate, de waarden van de ene variabele toe- dan wel afnemen bij toenemende waarden van de andere..
Een vergelijkbare parameter is de correlatiecoëfficiënt, die aangeeft in hoeverre sprake is van lineaire samenhang en die direct de sterkte van de samenhang aangeeft. De correlatiecoëfficiënt is gebaseerd op de covariantie, maar in tegenstelling tot de correlatiecoëfficiënt is de covariantie afhankelijk van de schaal, zodat aan de grootte van de covariantie niet direct de sterkte van de samenhang afgelezen kan worden.
Met covariantie wordt ook vaak de steekproefcovariantie aangeduid, een grootheid die uit de steekproef berekend wordt als schatter voor de bovengenoemde parameter.

## Definitie
Voor twee toevalsvariabelen {\displaystyle X} en {\displaystyle Y} wordt de covariantie gegeven door:
{\displaystyle \mathrm {cov} (X,Y)=\mathrm {E} ((X-\mathrm {E} X)(Y-\mathrm {E} Y))},
Daarin staat E voor de (statistische) verwachting. De covariantie is alleen gedefinieerd als de betrokken verwachtingswaarden bestaan.
De covariantie zal dus positief zijn, als grote waarden van {\displaystyle X}, dus waarden die boven de verwachting liggen, overwegend samengaan met grote waarden van {\displaystyle Y} en evenzo voor kleine waarden. Gaan grote waarden van {\displaystyle X} overwegend samen met kleine waarden van {\displaystyle Y} en omgekeerd kleine waarden van {\displaystyle X} met grote waarden van {\displaystyle Y}, dan zal de covariantie negatief zijn.

## Covariantiematrix
Wanneer de samenhang tussen meer dan twee variabelen onderzocht wordt, kan een overzicht van de onderlinge covarianties weergegeven worden in een covariantiematrix, een symmetrische matrix waarin de varianties op de diagonale posities staan en de covarianties aan weerszijden.

## Eigenschappen
- Er is een rekenregel die soms het berekenen van de covariantie vereenvoudigt;

{\displaystyle \mathrm {cov} (X,Y)=\mathrm {E} (XY)-\mathrm {E} (X)\mathrm {E} (Y)}
- De covariantie van een toevalsvariabele met zichzelf is de variantie:

{\displaystyle \mathrm {cov} (X,X)=\mathrm {var} (X)}
- De volgorde van de toevalsvariabelen speelt geen rol:

{\displaystyle \mathrm {cov} (X,Y)=\mathrm {cov} (Y,X)}
- De covariantie is een bilineaire functie:

{\displaystyle \mathrm {cov} (aX+b,Y)=a\ \mathrm {cov} (Y,X)}
{\displaystyle \mathrm {cov} (X+Z,Y)=\mathrm {cov} (X,Y)+\mathrm {cov} (Z,Y)}
- De covariantie speelt een rol in de variantie van de som en het verschil:

{\displaystyle \mathrm {var} (X\pm Y)=\mathrm {var} (X)+\mathrm {var} (Y)\pm 2\mathrm {cov} (X,Y)}
- De covariantie wordt beperkt door de varianties:

{\displaystyle \mathrm {cov} (X,Y)^{2}\leq \mathrm {var} (X)\mathrm {var} (Y)},
of, omdat de variantie het kwadraat is van de standaardafwijking:
{\displaystyle |\mathrm {cov} (X,Y)|\leq \sigma (X)\sigma (Y)}
- Als de toevalsvariabelen {\displaystyle X} en {\displaystyle Y} onderling onafhankelijk zijn, is:

{\displaystyle \mathrm {cov} (X,Y)=0}
Het omgekeerde geldt niet in het algemeen. Wel is dit het geval voor een bivariate normale verdeling: Als {\displaystyle X} en {\displaystyle Y} simultaan bivariaat normaal verdeeld zijn met correlatiecoëfficiënt 0, zijn {\displaystyle X} en {\displaystyle Y} onderling onafhankelijk.

## Steekproefcovariantie
Als van twee simultaan verdeelde toevalsvariabelen {\displaystyle X} en {\displaystyle Y} een steekproef {\displaystyle (x_{1},y_{1}),\ldots ,(x_{n},y_{n})} van omvang {\displaystyle n} gegeven is, kan op grond van dat resultaat een schatting berekend worden van de covariantie {\displaystyle \mathrm {cov} (X,Y)} van beide, die wel met steekproefcovariantie {\displaystyle c_{xy}} aangeduid wordt en gedefinieerd is als:
{\displaystyle c_{xy}={\frac {1}{n-1}}\sum _{i=1}^{n}{(x_{i}-{\bar {x}})(y_{i}-{\bar {y}})}},
waarin {\displaystyle {\bar {x}}} en {\displaystyle {\bar {y}}} de respectievelijke gemiddelden voorstellen.
Er gelden overeenkomstige eigenschappen als voor de covariantie zelf. Ook geldt:
{\displaystyle c_{xy}={\frac {1}{n-1}}\left(\sum _{i}x_{i}y_{i}-n{\bar {x}}{\bar {y}}\right)}